# Monika Knill-Kradolfer
Monika Knill-Kradolfer (* 12. März 1972) ist eine Schweizer Politikerin (SVP). Sie war 2008 bis 2024 Regierungsrätin des Kantons Thurgau und stand dem Departement für Erziehung und Kultur vor.

## Biografie
Monika Knill wuchs in Alterswilen in der Gemeinde Kemmental auf und ist Bürgerin von Appenzell und Erlen. Sie ist mit Josef Knill verheiratet und hat zwei Töchter. Sie ist in Alterswilen wohnhaft. Monika Knill absolvierte die obligatorische Schulzeit im Kanton Thurgau und machte danach eine Lehre als Medizinische Praxisassistentin. Später bildete sie sich zur Verwaltungsökonomin weiter. 
Monika Knill startete ihre politische Karriere 1996 als Gemeinderätin von Kemmental, dort war sie 1998 bis 2008 auch Vizegemeindeammann. 2003 wurde Knill für die SVP in den Grossen Rat gewählt, und ab 2006 war sie Fraktionspräsidentin der SVP-Fraktion. 2008 wurde sie als Nachfolgerin von Hans Peter Ruprecht in den Regierungsrat gewählt. Dort übernahm sie von Jakob Stark, der ins Departement für Bau und Umwelt wechselte, das Departement für Erziehung und Kultur.